# Gauche divine
Pour les articles homonymes, voir Gauche.
La gauche divine est un mouvement d'intellectuels, de professionnels et d'artistes de gauche qui s'est développé à Barcelone des années 1960 au début des années 1970.

## Histoire
Mêlés à la bourgeoisie catalane, ils se rencontraient dans la discothèque Bocaccio (es) de Barcelone, dans une ambiance libérale et moderne, ainsi que dans les environs de la calle Tuset, alors appelée Tuset Street,. La revue artistique Bocaccio apparaît alors, ainsi que le label discographique Bocaccio records et la société de production de cinéma Bocaccio films. Certains de ses membres sont liés au mouvement cinématographique appelé « École de Barcelone ».
L'écrivain et journaliste Joan de Sagarra est celui qui baptise le groupe du nom de « gauche divine » (en français dans le texte) dans les pages du journal Tele/eXprés (es) en octobre 1969 à l'occasion de la fête de présentation de la maison d'édition Tusquets Editores dans le Circo Price (es).

## Membres
La plupart de ses membres provient de la bourgeoisie et des hautes classes de la capitale catalane. Parmi eux se trouvent des écrivains et poètes tels que Félix de Azúa, Josep Maria Carandell, Ana María Moix, Terenci Moix, Jaime Gil de Biedma, José Agustín Goytisolo et Rosa Regàs ; des architectes et designers tels que Òscar Tusquets, Ricardo Bofill, Oriol Bohigas et Elsa Peretti ; des chanteurs comme Guillermina Motta (es), Raimon et Joan Manuel Serrat ; des photographes tels que Colita (es), Xavier Miserachs ou Oriol Maspons (es) ; des modèles comme Teresa Gimpera ou Isabel Gil Moreno de Mora, connue comme « Belle Bel » ou « La niña Isabel » et considérée comme la muse du groupe ; des éditeurs comme Jorge Herralde (es), Esther Tusquets ou Beatriz de Moura ; des personnalités du monde du cinéma comme Gonzalo Herralde et des interprètes de l'École de Barcelone tels que Gonzalo Suárez, Román Gubern (es) et Vicente Aranda ; ainsi que d'autres personnalités comme Perich, Oriol Regàs (es), Eugenio Trías (es) et Serena Vergano.
En 2020, une exposition au Palau Robert (es) de Barcelone intitulée « Bocaccio, temple de la gauche divine » et un livre de Toni Vall intitulé Bocaccio, on passava tot (« Bocaccio, là où tout arrivait ») rappellent le centre névralgique de la Gauche Divine dans la ville de Barcelone des années 1970.